# Lalo García
Gonzalo García Téllez, detto Lalo (Valladolid, 20 marzo 1971 – Valladolid, marzo 2015), è stato un cestista e dirigente sportivo spagnolo.

## Carriera
Cresciuto nel settore giovanile del Club Baloncesto Valladolid, ha militato per tredici stagioni con la prima squadra del club castigliano, ritirandosi nel 2001. Dopo l'addio all'attività agonistica ha lavorato come dirigente nella società spagnola, ricoprendo i ruoli di direttore sportivo e presidente.

## Morte
Coinvolto nella truffa del Forum Filatélico, dopo essere stato in cura per depressione, viene ritrovato cadavere il 31 marzo 2015 nel fiume Pisuerga, dopo aver fatto perdere le proprie tracce all'inizio dello stesso mese.